# Stanisław Salaterski
Stanisław Salaterski (ur. 5 listopada 1954 w Lipnicy Murowanej) – polski duchowny rzymskokatolicki, doktor nauk teologicznych, biskup pomocniczy tarnowski od 2014.

## Życiorys
Urodził się 5 listopada 1954 w Lipnicy Murowanej w rodzinie Eugeniusza i Marii z domu Rakowskiej. Egzamin dojrzałości złożył w 1973 w Liceum Ogólnokształcącym w Brzesku. Studiował w Wyższym Seminarium Duchownym w Tarnowie. W międzyczasie odbył dwuletnią służbę wojskową w jednostce kleryckiej w Brzegu. Święceń prezbiteratu udzielił mu 31 maja 1981 w katedrze tarnowskiej biskup diecezjalny tarnowski Jerzy Ablewicz. W latach 1984–1988 odbył studia w zakresie historii Kościoła na Katolickim Uniwersytecie Lubelskim. Ukończył je z doktoratem z nauk teologicznych w zakresie historii Kościoła na podstawie dysertacji Kolegiata i kapituła św. Małgorzaty PM w Nowym Sączu 1448–1791.
Pracował jako wikariusz w parafiach: św. Józefa w Muszynie (1981–1984), katedralnej w Tarnowie (1988–1989) i św. Kazimierza w Nowym Sączu (1989). W 1995 został ustanowiony proboszczem parafii katedralnej w Tarnowie, a w 1998 dziekanem dekanatu Tarnów-Południe. Od 1990 był diecezjalnym duszpasterzem młodzieży i diecezjalnym duszpasterzem harcerstwa. W 1993 został diecezjalnym referentem duszpasterstwa młodzieży, koordynatorem duszpasterstwa młodzieży specjalnej troski i członkiem Rady Programowej Diecezjalnego Radia Dobra Nowina, a w 1994 asystentem kościelnym Katolickiego Stowarzyszenia Młodzieży Diecezji Tarnowskiej. W latach 1994–1997 sprawował urząd wikariusza biskupiego ds. młodzieży. Od 1995 do 2003 był asystentem kościelnym Oddziału Katolickiego Stowarzyszenia Wychowawców w Tarnowie. W latach 1998–2006 pełnił funkcję diecezjalnego duszpasterza rzemieślników. W 2013 został kapelanem Towarzystwa Strzeleckiego Bractwa Kurkowego w Tarnowie. W 1998 został członkiem Zarządu Fundacji im. Arcybiskupa Jerzego Ablewicza. Wszedł w skład kolegium konsultorów i rady kapłańskiej. W 1995 został mianowany kanonikiem gremialnym Kapituły Katedralnej w Tarnowie, a w 2013 ustanowiony jej dziekanem. W 2008 papież Benedykt XVI obdarzył go godnością kapelana Jego Świątobliwości.
W latach 1991–1993 był zatrudniony na stanowisku asystenta w Katedrze Historii Nowożytnej na Katolickim Uniwersytecie Lubelskim. W 1994 został adiunktem w Instytucie Teologicznym w Tarnowie (przekształconym następnie w Wydział Teologiczny), gdzie do 2009 prowadził wykłady z historii Kościoła.
14 grudnia 2013 papież Franciszek mianował go biskupem pomocniczym diecezji tarnowskiej ze stolicą tytularną Tigillava. Święcenia biskupie otrzymał wraz z Janem Piotrowskim 25 stycznia 2014 w katedrze tarnowskiej. Głównym konsekratorem był Andrzej Jeż, biskup diecezjalny tarnowski, zaś współkonsekratorami arcybiskup Celestino Migliore, nuncjusz apostolski w Polsce, i Władysław Bobowski, emerytowany biskup pomocniczy tarnowski. Jako dewizę biskupią przyjął słowa „Gaudium fidei prædicare” (Głosić radość wiary). W diecezji objął urząd wikariusza generalnego, został także moderatorem kurii diecezjalnej.
W ramach prac Konferencji Episkopatu Polski został w 2014 delegatem ds. Arcybractwa Straży Honorowej Najświętszego Serca Pana Jezusa, został także członkiem Zespołu ds. Sanktuariów. W 2016 był współkonsekratorem podczas sakry biskupa pomocniczego tarnowskiego Leszka Leszkiewicza.